# Aeroportul Armação dos Búzios
Aeroportul Armação dos Búzios (IATA: BZC, ICAO: SBBZ, SSBZ) este un aeroport din Armação dos Búzios, Rio de Janeiro, Brazilia ce deservește zona Armação dos Búzios. Aeroportul a fost tranzitat în 2022 de 0 pasageri. A fost numit după zona deservită.
Situat la o altitudine de 3 m, aeroportul dispune de 2 piste.

## Infrastructură

### Piste
Aeroportul dispune de 2 piste. Pista 07/25 are suprafața de asfalt și dimensiunile 1.300 m × 30 m. Pista 08/26 are suprafața de asfalt și dimensiunile 1.300 m × 30 m. 